# Schoondijke

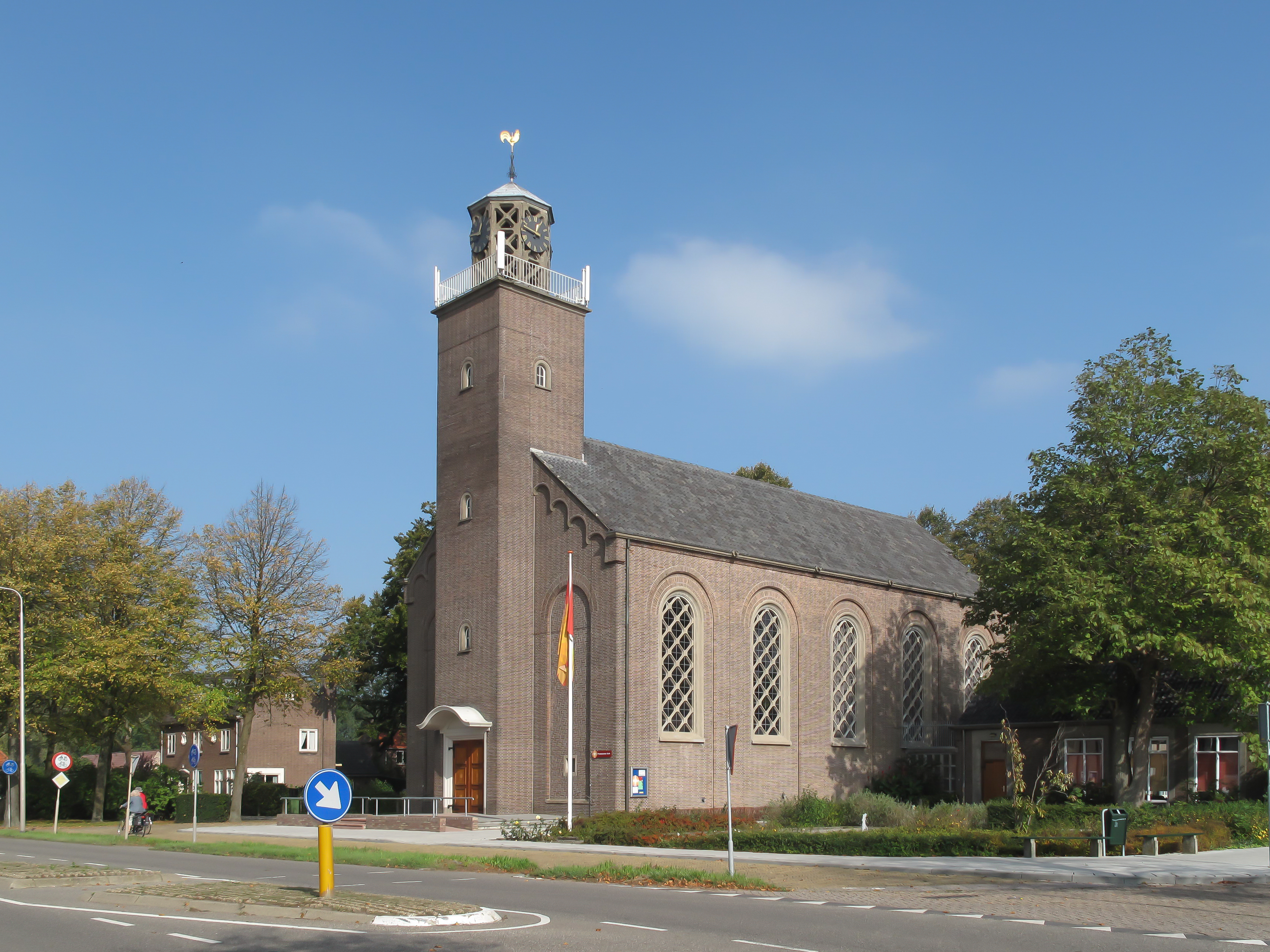
Kościół protestancki w Schoondijke

Schoondijke – wieś w holenderskiej prowincji Zelandia, w gminie Sluis, położona około 5 km na południe od Breskens. W 2019 roku liczba mieszkańców wynosiła 1385 osób.
Schoondijke była odrębną gminą do 1970 roku, kiedy to została połączona z Oostburgiem. 